# 雲斑銼唇蛇鰻
雲斑銼唇蛇鰻，為輻鰭魚綱鰻鱺目糯鰻亞目蛇鰻科的其中一種，分布於印度太平洋區，包括以色列、莫三比克、塞席爾群島、印度、印尼、密克羅尼西亞、帛琉等海域，棲息深度2-42公尺，體長可達47公分，棲息在底層水域，屬肉食性，生活習性不明。